# Bekim Sejranović
Bekim Sejranović (ur. 30 kwietnia 1972 w Brczku, zm. 21 maja 2020 w Banja Luce) – bośniacki pisarz i tłumacz.

## Edukacja
Urodził się 30 kwietnia 1972 w Brczku, gdzie ukończył siedem klas szkoły podstawowej. Ósmą klasę skończył w Bosanskiej Gradišce, a w 1985 roku rozpoczął naukę na kierunku nautyka w średniej szkole morskiej w Bakarze. Po zdaniu matury studiował przez rok na wydziale morskim uniwersytetu w Rijece, a następnie rozpoczął studia literaturoznawcze na tym uniwersytecie. W 1993 roku przeprowadził się do Oslo, a sześć lat później uzyskał tytuł magistra literatury jugosłowiańskiej.

## Praca oraz kariera pisarska
Publikował w kilku chorwackich magazynach, „Nacional”, „Quorum” i „Rival”, a także w wydawanym w Norwegii piśmie „Bosanska pošta”. W latach 2001–2006 był wykładowcą uniwersytetu w Oslo. Od 2000 roku pracował także jako tłumacz sądowy i literacki, a także uczył obcokrajowców języka norweskiego. Napisał biografię Janko Policia Kamova, zatytułowaną Modernizam u romanu Isušena kaljuža Janka Polića Kamova, opowiadania Fasung (2002), a także powieści Nigdje, niotkuda (2008), Ljepši kraj (2010), Sandale (2013), Tvoj sin Hucklbery Finn (2015) i Dnevnik jednog nomada (2017). W tej ostatniej pisał: 

Stranac sam i u Sloveniji, i u Hrvatskoj i u Bosni ili bilo gde drugo na svetu - u večnom egzilu"
Jestem obcokrajowcem zarówno w Słowenii, jak i w Chorwacji, Bośni oraz wszędzie indziej na świecie - na wiecznym wygnaniu"

W 2009 roku za powieść Nigdje, niotkuda otrzymał nagrodę Mešy Selimovicia, najbardziej prestiżową nagrodę literacką na Bałkanach. Jego teksty były tłumaczone m.in. na język norweski, angielski, polski, francuski, bułgarski, włoski i czeski. Sam przetłumaczył także kilka książek z języka norweskiego, autorstwa Ingvara Ambjørnsena, Josteina Gaardera i Frode Gryttena. W 2016 roku był jurorem festiwalu filmowego w Splicie.

## Życie prywatne
Trzykrotnie się rozwodził. Miał dwie córki: Katję i Iskrę. Zmarł 21 maja 2020 w Banja Luce po krótkiej chorobie.